# Kent-kupé

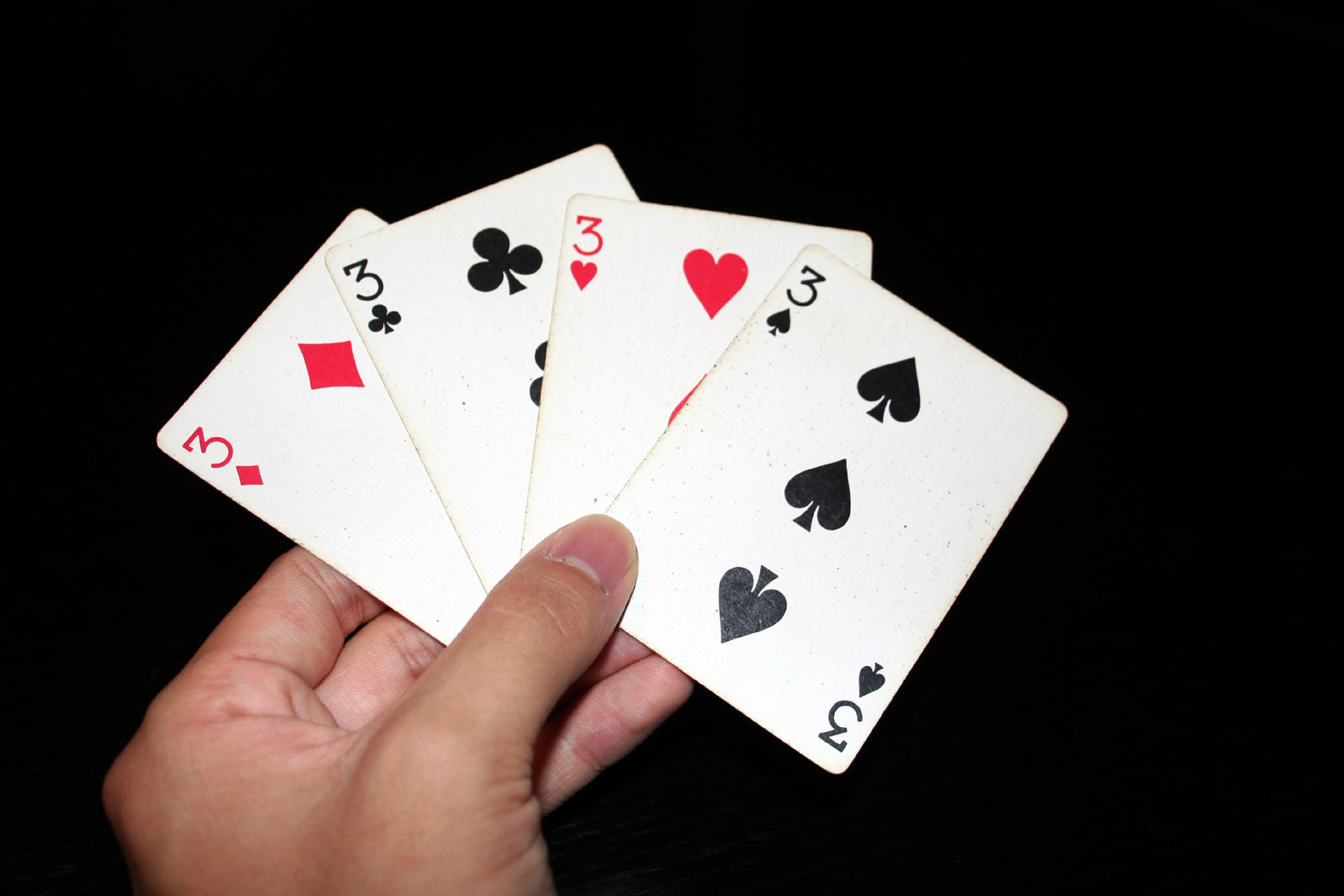
Négy ugyanolyan lap

A kent-kupé egy egyszerű, pörgős kártyajáték, akár másodpercek alatt lehet benne győzni.
Elsősorban a gyorsaság, a szerencse, és a jó mimika/kommunikáció szükséges hozzá.
A kent-kupét 2 fős csapatokban játszhatják 32 lapos magyar vagy 52 lapos francia kártyával.
A játék során 2-2 személy egymással csapatot alkotva fog küzdeni a többi csapat ellen.
A játék célja, hogy a kézben lévő 4 lapot a folytonos cserélgetésekkel 4 ugyanolyan értékűre (ugyanolyan szám vagy figura) cseréljük le, majd erről a csapattársunkat valami módon értesítsük, és ő bemondja helyettünk a győzelmet, ami egy pontot ér.
A játék szabályait sok helyen eltérően alkalmazzák, általában a cserénél vannak különbségek.

## Előkészítés
A játékosok úgy ülnek le keresztbe, hogy az egy csapatot alkotó párok egymással szemben legyenek.
A paklit az osztó összekeveri, és minden játékosnak oszt belőle 4-4 lapot képpel lefele fordítva.
Ezek után mindenki megnézi a saját lapjait és megbecsüli, hogy hány lapot kell majd cserélnie.

## A csere
A lapok kiosztása után indul be a játék igazi, pörgős része, a csere.
Az osztó kioszt még 4 lapot középre, képpel felfele, és mikor ezt befejezte, mindenki elkezdheti a neki szükséges cseréket. Ez úgy történik, hogy a lapjainkból a feleslegesnek ítélt lapot ledobjuk középre, és máris húzhatjuk fel azt, amelyik kellhet, akár egyszerre többet is. Ilyenkor általában nagy kavarodás lesz, mert többek is igényelhetik ugyanazt a lapot, így a lap mindig azé, aki először érintette meg, persze csak a plusz lap ledobás után. Ha a középen lévő lapok közül senkinek nem kell egy se, akkor az osztó kérdezés nélkül elhúzza őket középről, és újabb 4-t oszt ki cserére.
Ez addig folytatódik, amíg valaki kentet vagy kupét nem mond.

## A játék vége
Ha valakinek összejön a 4 ugyanolyan lap, akkor egy előre megbeszélt jellel tájékoztatja erről a társát. Ez lehet akár egy adott dal dúdolása, a haj simítása vagy gyakorlatilag bármi. Akár még szólni is lehet a társunknak, hogy mondja be a kentet. Általános szabály, hogy csak olyan jelt lehet alkalmazni, ami észrevehető az ellenpár részéről. Például, ha asztalnál ülve folyik a játék, akkor nem lehet az asztal alatt gyenge rúgással jelezni, csak az asztal fölött. Van olyan lehetőség is, hogy bár nincs meg a 4 szükséges lap, de azért az ellenfél számára nagyon feltűnő módon elkezdenek jelezni, így sarkallják az ellenpárt „kupé” bemondásra és ezáltal a játszma elvesztésére.
Ha a megbeszélt jelet észrevette a társ, akkor erre bemondja a „kent”-t és megnyerik a játékot. Amennyiben mind a kettő csapattagnak megvan a kent, akkor egy „duplakent” bemondással már dupla pontot vihetnek haza.
Fontos említeni, hogy a „kent” bemondása abban az esetben, ha a társnak nincs meg a 4 egyező lap, akkor a pont az ellencsapaté. Előfordul olyan eset is, hogy a játékos úgy véli, az ellenpár egyik játékosának van meg a kent, ilyenkor a „kupé” bemondással, ha tényleg megvan neki a kent, elrabolható tőlük a pont. Amennyiben nincs, akkor a téves bemondásért az ellenpár megkapja az alap kentért járó pontszámot. Természetesen itt is él a duplakupé, de akkor mindkét ellenjátékosnál kell lennie kentnek, ha csak egynél van, ugyanúgy az ellenpár kapja meg a duplázott kentért járó pontot.
A játék bármikor befejezhető és az a csapat nyeri meg, amelyiknek több pontja van.